# Qatar Ladies Open 2006
Il Qatar Ladies Open 2006 è stato un torneo di tennis giocato sul cemento. È stata la 6ª edizione del Qatar Ladies Open, che fa parte della categoria Tier II nell'ambito del WTA Tour 2006. Si è giocato al Khalifa International Tennis Complex di Doha in Qatar, dal 27 febbraio al 5 marzo 2006.

## Campioni

### Singolare
Nadia Petrova ha battuto in finale  Amélie Mauresmo con il punteggio di 6–3, 7–5

### Doppio
Daniela Hantuchová  /  Ai Sugiyama hanno battuto in finale  Li Ting /  Sun Tiantian con il punteggio di 6–4, 6–4